# End of the Line (Lied)
End of the Line (englisch sinngemäß für: „Am Ende der (Telefon) Leitung“) ist ein Lied der Traveling Wilburys, das diese 1988 für ihr Debütalbum Traveling Wilburys Vol. 1 aufnahmen und das im Januar 1989 als Single A-Seite ausgekoppelt wurde.

## Hintergrund
End of the Line wurde hauptsächlich von George Harrison geschrieben. Alle fünf Mitglieder der Traveling Wilburys erhielten jedoch einen Songwriting-Kredit, der dem Konzept hinter dem Traveling Wilburys-Projekt entspricht. Harrison sagte im Januar 1989 bei dem Musiksender MTV über das Lied „Ich schrieb den 'All Right'-Teil unter einem Banyanbaum auf Hawaii, weil ich dachte: 'Nun, wir sollten besser versuchen, einen zu schreiben, der wie ein Bob-Dylan-Song ist. Wir haben diesen Teil komponiert, und den Rest haben wir uns später ausgedacht, und jeder hat die Worte geschrieben.“
Auf der Aufnahme sind die Mitglieder der Traveling Wilburys außer Bob Dylan als Leadsänger zu hören.
Noch vor der Veröffentlichung der Single End of the Line verstarb Roy Orbison am 6. Dezember 1988. Harrison sagte, dass End of the Line ein optimistischer Song sei und Orbinson ein optimistischer Mensch war und er es gewollt hätte, dass das Lied als Single veröffentlicht wird.
Der Text von End of the Line handelt von Anweisungen und Tipps für das allgemeine Leben, so lautet die erste Strophe: „Nun, es ist in Ordnung, im Wind herumzufahren, Nun, es ist in Ordnung, wenn du das Leben lebst, das du willst, Nun, es ist in Ordnung, das Beste zu tun, was du kannst, Nun, es ist in Ordnung, solange du mithilfst.“
End of the Line  wurde in der von George Harrison produzierten Komödie Checking Out verwendet. Das Lied wurde auch im Trailer für den Tom-Hanks-Film Ein Mann namens Otto aus dem Jahr 2022 verwendet.
Tom Petty & the Heartbreakers spielten den Song live während ihrer Nordamerika-Tour 2008.

## Aufnahme
Die Aufnahmen für End of the Line fanden zwischen dem 7. und 16. Mai 1988 in Dave Stewarts eigenem Studio in Los Angeles Kalifornien statt. Toningenieur war Bill Botrell. In George Harrisons Friar Park Studio, Henley on Thames (F.P.S.H.O.T.), Oxfordshire wurden die Lieder des Albums fertiggestellt. Ausführende Produzenten des Liedes waren Jeff Lynne und George Harrison. Toningenieure waren Richard Dodd und Phillip McDonald.
Besetzung:
- Nelson Wilbury (George Harrison): Gesang, E-Gitarre, Akustikgitarre
- Lefty Wilbury (Roy Orbison): Gesang, Akustikgitarre
- Lucky Wilbury (Bob Dylan): Akustikgitarre, Hintergrundgesang
- Otis Wilbury (Jeff Lynne): Gesang, E-Gitarre, Bassgitarre
- Charlie T Wilbury Jr. (Tom Petty): Gesang, Akustikgitarre
- Jim Keltner: Schlagzeug

## Musikvideo
Zeitgleich zum Erscheinen von End of the Line wurde ein Musikvideo, das im Dezember 1988 unter der Regie von Willy Smax entstand, veröffentlicht. Das Video spielt in einem fahrenden Zugwaggon, der von einer Dampflokomotive gezogen wird, und zeigt die Mitglieder der Traveling Wilburys singend und Gitarre spielend sowie Jim Keltner, der auf den Alben als Buster Sidebury bezeichnet wird, Schlagzeug spielend. Da Roy Orbinson vor der Aufnahme des Musikvideos gestorben ist wird eine Gitarre gezeigt, die in einem Schaukelstuhl liegt, und ein Foto von Orbinson, wenn sein Gesang zu hören ist.
Jeff Lynne sagte über Video: „Wir haben versucht, etwas anderes zu machen und einen schönen Film von uns zu herzustellen, wie wir einfach spielen…Es hat funktioniert. Es ist ein wirklich schönes Video. Ich bin wirklich zufrieden damit, weil es diese Qualität der Fotografie hat.“

## Veröffentlichung
- Am 25. Oktober 1988 wurde in den USA und am 24. Oktober 1988 in Großbritannien das Album Traveling Wilburys Vol. 1 veröffentlicht, auf dem sich End of the Line befindet.
- Die zweite Singleauskopplung aus dem Album war End of the Line / Congratulations und erschien am 31. Januar 1989 in den USA und am 20. Februar 1989 in Großbritannien.[4] In den USA wurde die Single als 7″-Vinyl- und 3″-CD-Version veröffentlicht. In Europa erschien zusätzlich noch eine 3″-CD[5] sowie eine 12″-Vinyl-Maxi-Single:[6] End of the Line (Extended Version) / Congratulations. In den USA wurden Promotion-7″-Vinyl-Singles[7] hergestellt.
- Im Jahr 1989 erschien in den USA die 7″-Vinyl-Single Handle with Care / End of the Line.[8]
- Am 11. Juni 2007 erschien das remasterte Kompilationsalbum The Traveling Wilburys Collection auf dem sich auch End of the Line befindet.

## Kommerzieller Erfolg

### Chartplatzierungen
Die Single konnte sich in Deutschland nicht platzieren, in den USA platzierte sie sich auf Rang 63, in Großbritannien erreichte End of the Line Platz 52.
| ChartsChartplatzierungen       | Höchstplatzierung | Wochen |
| ------------------------------ | ----------------- | ------ |
| Vereinigte Staaten (Billboard) | 63 (9 Wo.)        | 9      |
| Vereinigtes Königreich (OCC)   | 52 (5 Wo.)        | 5      |

### Auszeichnungen für Musikverkäufe
| Land/Region                  | Auszeichnungen für Musikverkäufe (Land/Region, Auszeichnung, Verkäufe) | Verkäufe |
| ---------------------------- | ---------------------------------------------------------------------- | -------- |
| Neuseeland (RMNZ)            | 2× Platin                                                              | 60.000   |
| Vereinigtes Königreich (BPI) | Silber                                                                 | 200.000  |
| Insgesamt                    | 1× Silber · 2× Platin ·                                                | 60.000   |

## Coverversionen
Es gibt über 20 bekannte Coverversionen von End of the Line.